# بوبي آبرو
بوبي آبرو (بالإسبانية: Bobby Abreu)‏ هو لاعب كرة قاعدة فنزويلي، ولد في 11 مارس 1974 في ولاية أراغوا في فنزويلا.

## وصلات خارجية
- بوبي آبرو على موقع دوري كرة القاعدة الرئيسي (الإنجليزية)
- بوبي آبرو على موقعبيزبول رفرنس.كوم (الدوري الرئيسي) (الإنجليزية)
- بوبي آبرو على موقعبيزبول رفرنس.كوم (الدوري الثانوي) (الإنجليزية)
- بوبي آبرو على موقع إي إس بي إن.كوم (أم.أل.بي) (الإنجليزية)
- بوبي آبرو على موقع مشجعي الرسوم البيانية (الإنجليزية)